# Сафва (рудник)
Сафва (рудник) — колишнє гірничодобувне підприємство, яке діяло на півночі Оману.
У 2010 році компанія Mawarid Mining зі складу групи Mohammed Al Barwani LLC виявила родовище Сафва, яке містило близько 1,2 млн тонн руди з середнім вмістом міді 2,66 %. 
Введення Сафва в розробку відбулося вже у 2011-му. Видобуток вели відкритим способом, а отримана руда спрямовувалась на збагачувальну фабрику в Ласайлі.
До кінця 2010-х запаси Сафва були відпрацьовані.